# Garbacz-Jeziorko
Garbacz-Jeziorko – część wsi Garbacz w Polsce, położona w województwie świętokrzyskim, w powiecie ostrowieckim, w gminie Waśniów.
W latach 1975–1998 Garbacz-Jeziorko administracyjnie należało do województwa kieleckiego.